# Roxy NYC
The Roxy (Roxy NYC) est une discothèque situé au 515 West 18th Street dans le quartier de Chelsea (Manhattan) à New York.

Le Roxy a fermé ses portes le 10 mars 2007. Un documentaire sur la dernière fête du club, intitulé "Roxy : The Last Dance" a été diffusé pour la première fois en août 2008 sur la chaîne de télévision câblée Logo TV.
Il était prévu que le club soit démoli pour faire place à de nouveaux appartements résidentiels. Cependant, en juillet 2008, on a appris que le Roxy allait rouvrir ses portes sous une nouvelle direction. Le conseil communautaire local représentant les intérêts des résidents proches du club a déclaré que le club pourrait rouvrir s'il servait les intérêts de la communauté à long terme.
Depuis septembre 2017, le bâtiment est en cours de démolition pour faire place à des immeubles résidentiels donnant sur la High Line.